# Guangning
Guangning, även romaniserat Kwongning, är ett härad i staden Zhaoqing på prefekturnivå i provinsen Guangdong i sydöstra Kina.
Guangning är indelat i ett stadsdelsdistrikt och 14 köpingar.
Stadsdelsdistrikt (jiedao):

- Nanjie (南街街道)

Köpingar (zhen):

- Beishi (北市镇)
- Binheng (宾亨镇)
- Chikeng (赤坑镇)
- Gushui (古水镇)
- Hengshan (横山镇)
- Jiangtun (江屯镇)
- Kengkou (坑口镇)
- Luogang (螺岗镇)
- Muge (木格镇)
- Paisha (排沙镇)
- Shizui (石咀镇)
- Tanbu (潭布镇)
- Wuhe (五和镇)
- Zhouzai (洲仔镇)